# Apostolache
Apostolache is een Roemeense gemeente in het district Prahova.
Apostolache telt 2312 inwoners.